# مفاعل الفضاء النووي

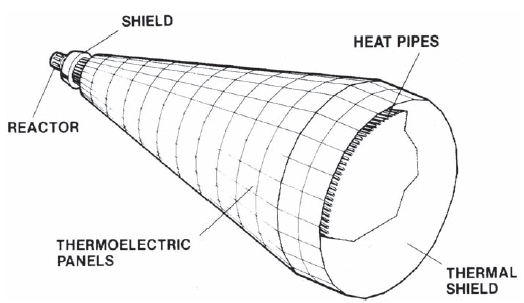
مفاعل الفضاء للطاقة النووية (SP-100)

مفاعل الفضاء النووي (SP-100) هو عبارة عن برنامج أبحاث أمريكي لمفاعلات الانشطار النووي حيث يمكن استخدامه كنظم طاقة انشطارية صغيرة للمركبات الفضائية. بدأ في عام 1983 من قبل وكالة ناسا ووزارة الطاقة الأمريكية وغيرها من الوكالات.

## التطوير

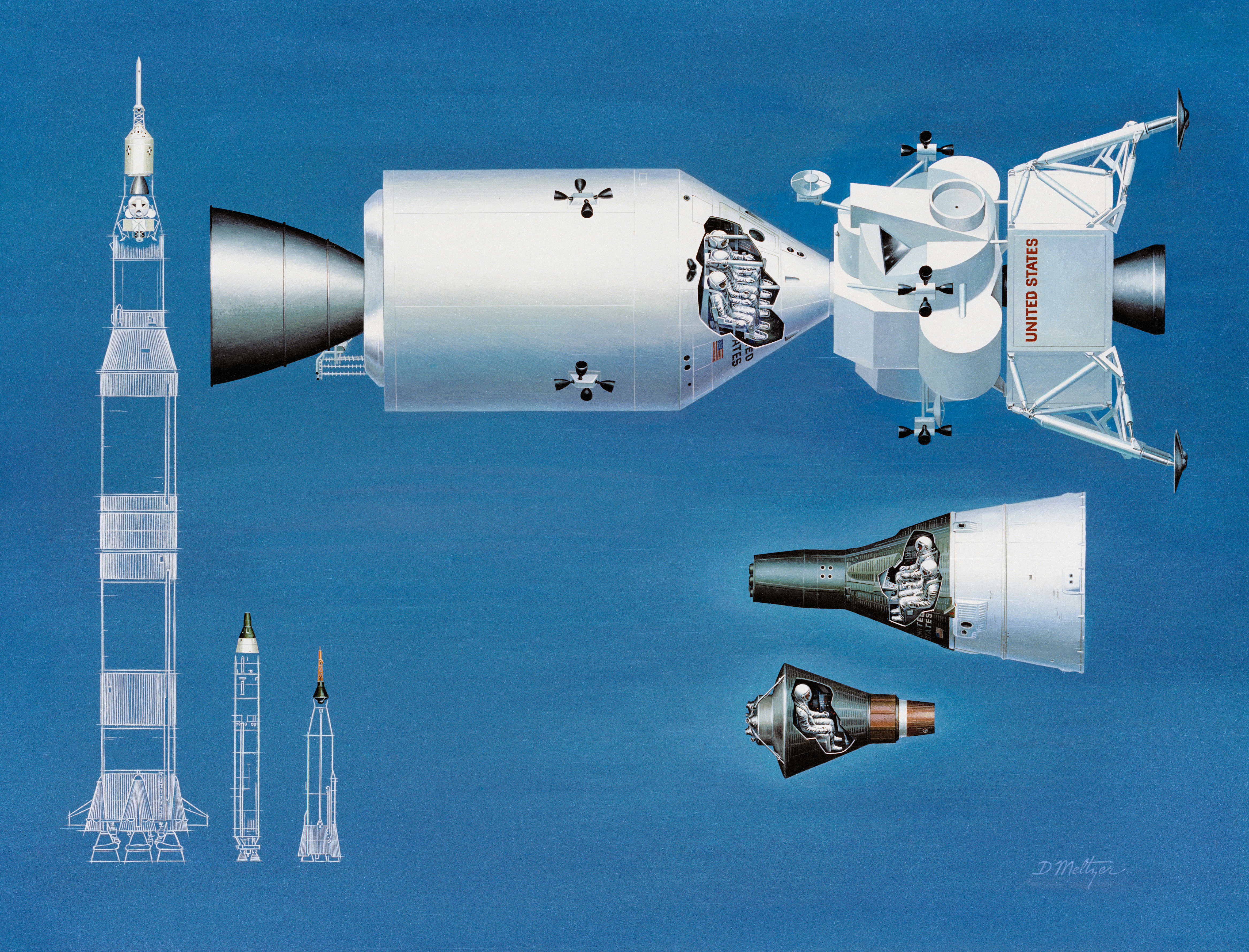
مقارنة بين مركبات الفضاء الأمريكية

تم تطوير المفاعل مع أنابيب الحرارة التي تنقل الحرارة إلى المحولات الحرارية ويتم تبريده بواسطة الليثيوم لم يقدم المشروع أبداً إلى معدات الطيران وتم إنهاؤه في عام 1994.

## وصلات خارجية
- قاعدة بيانات حول مفاعلات الطاقة النووية – الوكالة الدولية للطاقة الذرية (بالإنجليزية)
- معهد الطاقة النووية — كيف يعمل: توليد الطاقة الكهربائية (بالإنجليزية)
- فيديو التقنية الذكية تقنية ساك
- مواقع المفاعلات النووية حول العالم. (بالإنجليزية)
- اليورانيوم من الموسوعة العربية العالمية.